# Leptophyllopsis
Leptophyllopsis là một chi rêu trong họ Geocalycaceae.